# Банда батьки Кныша
«Ба́нда ба́тьки Кны́ша» — советский немой фильм режиссёра Александра Разумного. Снят на студии «Госкино» в 1924 году.

## Сюжет
Действие разворачивается во времена Гражданской войны. Городок в прифронтовой полосе освобождён Красной армией. В этом городке и окрестностях белые банды при поддержке бывших чиновников и местного духовенства ведут «подрывную» работу. Тогда, чтобы выявить всех врагов советской власти, переодетые чекисты под видом банды Кныша врываются в город и пытаются спровоцировать к открытым совместным действиям всех, кто против советской власти.

## В ролях
| Актёр                 | Роль                          |
| --------------------- | ----------------------------- |
| Иван Аркадин          | отец Кати                     |
| Андрей Горчилин       | парламентер Кныша             |
| Александр Громов      | председатель                  |
| Александр Хачатурянц  | начальник штаба красных       |
| Владимир Кригер       | начальник штаба белых         |
| Николай Охлопков      | Скрипач                       |
| Борис Шлихтинг        | Петров                        |
| Пётр Леонтьев         | чекист Стальной (батька Кныш) |
| Т. Котельникова       | Катя Говоркова                |
| Ольга Нарбекова       | мать                          |
| Ф. Осипов             | Угорь - беспризорный          |
| Антонин Панкрышев     | Козырев                       |
| Николай Бравко        | бандит                        |
| Всеволод Массино      |                               |
| Лев Иванов            | партиец                       |
| Галина Кравченко      | эпизод                        |
| Андрей Файт           | офицер                        |
| Евгений Червяков      | эпизод                        |
| Екатерина Малолетнова | девушка (в титрах не указана) |